# ASIMO
ASIMO (acrónimo de "Advanced Step in Innovative Mobility", paso avanzado en movilidad innovadora), es un robot humanoide (androide) presentado por la compañía japonesa Honda en el año 2000. Con el diseño y desarrollo de ASIMO se pretende ayudar a las personas que carecen de movilidad completa en sus cuerpos, así como para animar a la juventud para estudiar ciencias y matemáticas.

### Capacidades físicas de asimo
- Movimiento autónomo, agilidad y balance:

Puede enfrentarse a diferentes situaciones y reaccionar ante su entorno; puede caminar, correr, correr en reversa, saltar en una o dos piernas de manera continua, el equilibrio en superficies irregulares.
- Tecnología:

Puede controlar cada uno de sus dedos de manera independiente y llevar a cabo tareas con una precisión. Además, la coordinación entre sus sensores visuales y auditivos le permite reconocer simultáneamente los rostros y la voz de las personas, incluso cuando hablan al mismo tiempo.

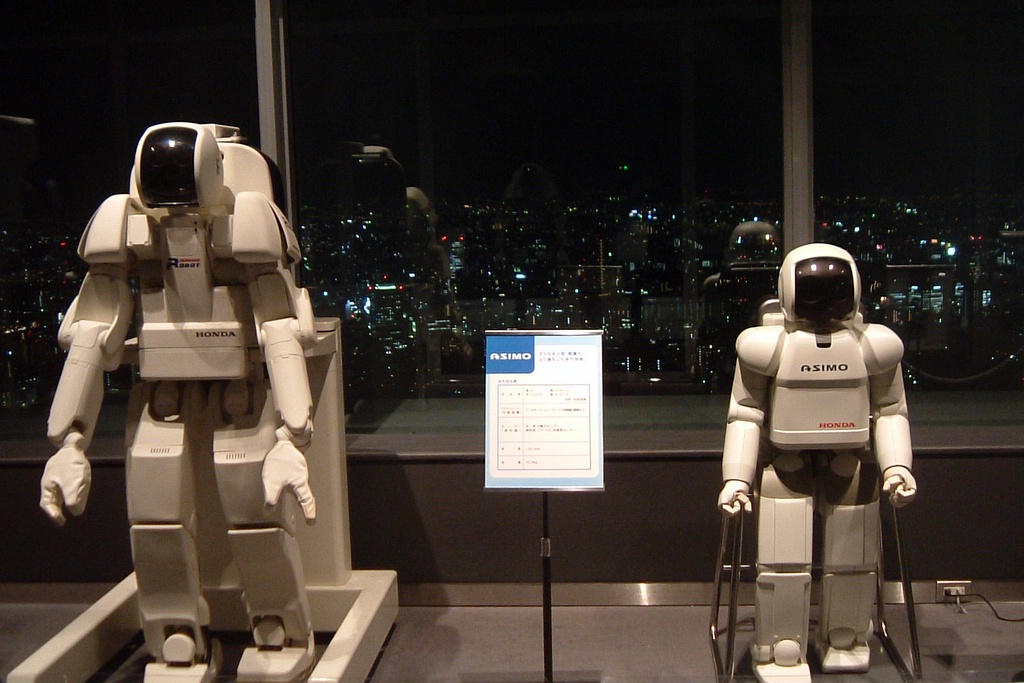
ASIMO y su predecesor P3.

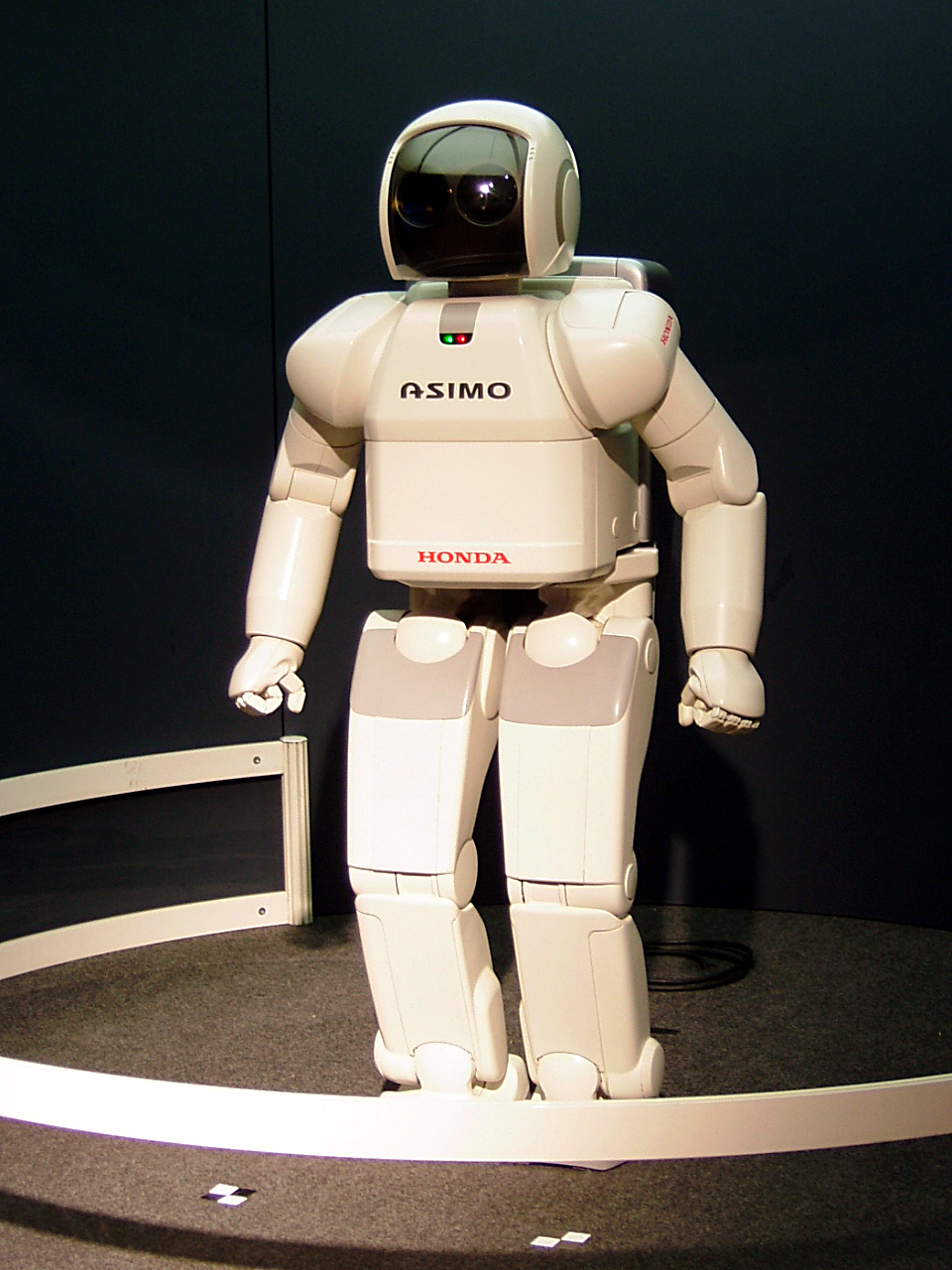
ASIMO en 2005.

| Nombre     | Año       | Características |
| ---------- | --------- | --- |
| EO         | 1986      | Comienza en Honda el desarrollo de robots con características humanoides. Crean EO, un robot que caminaba.                             |
| E1, E2, E3 | 1987-1991 | Los prototipos se enfocaron en el desarrollo de piernas que fueran capaces de imitar de manera dinámica, la caminata de un ser humano. |
| E4, E5, E6 | 1991-1993 | Los prototipos lograron grandes avances en la estabilización de la caminata y el equilibrio de la postura.                             |
| P1, P2, P3 | 1993-1997 | Se desarrollan en Japón, los prototipos de la serie P, con brazos y piernas capaces de ejecutar tareas a control remoto.               |
| ASIMO      | 2000      | Desde su nacimiento, ASIMO ha tenido grandes adelantos, con actualizaciones presentadas en los años 2002, 2005, 2007 y 2011.           |